# Дворец Тышкевичей (Вильнюс)
Дворе́ц Тышке́вичей (лит. Tiškevičių rūmai) — дворец в стиле классицизма в Старом городе Вильнюса, выходящий своими фасадами на улицы Пилимо (Pylimo g. 26), Траку (Trakų g. 1) и Кедайню (Kėdainių g.). Является одной из достопримечательностей Вильнюса; памятник архитектуры республиканского значения (AtR 63), код 768 в Регистре культурных ценностей Литовской Республики.
В настоящее время во дворце Тышкевичей располагается факультет креативных индустрий и архитектурный факультет Вильнюсского технического университета Гедиминаса.

## История

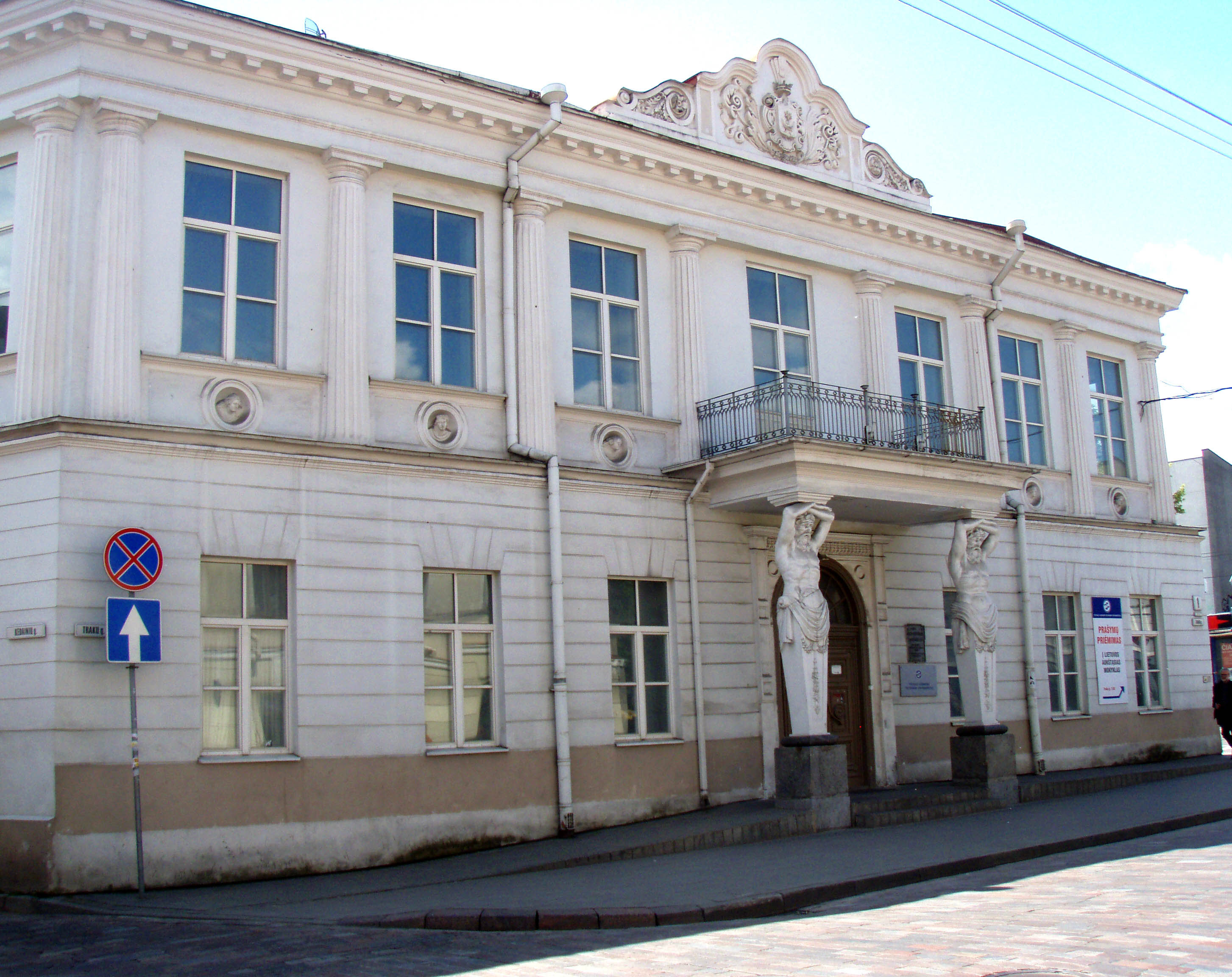
Северный фасад с порталом

С XV века в этом месте стоял дом вельмож Жилинских, позднее — здание, принадлежавшее роду Карпов. В 1783 году дворец реконструирован в стиле позднего классицизма по проекту архитектора Лауринаса Стуоки-Гуцявичюса. Впрочем, историк Тересе Дамбраускайте доказывала, что сведения о том, что Стуока-Гуцявичюс реконструировал здание, не находят документального подтверждения.
После того, как Иоанна Карп вышла замуж за Михала Юзефа Тышкевича, положившего начало биржанской ветви Тышкевичей, дворец около 1790 года перешёл в собственность Тышкевичей. С 1839 года владельцем дворца был Юзеф Михал Тышкевич, после смерти которого дворец унаследовал его сын Юзеф Тышкевич.
В 1840 году архитектор Фома (Томаш) Тышецкий реконструировал здание. По мнению Владаса Дремы, реконструкция Тышецкого в модном эклектичном стиле испортила постройку Гуцявичюса, отличавшуюся оригинальностью
В середине XIX века по проекту архитектора Николая Чагина сооружён портал с балконом над ним, поддерживаемым двумя атлантами (скульпторы Франческо Андриолли и его ученик Юзеф Козловский).

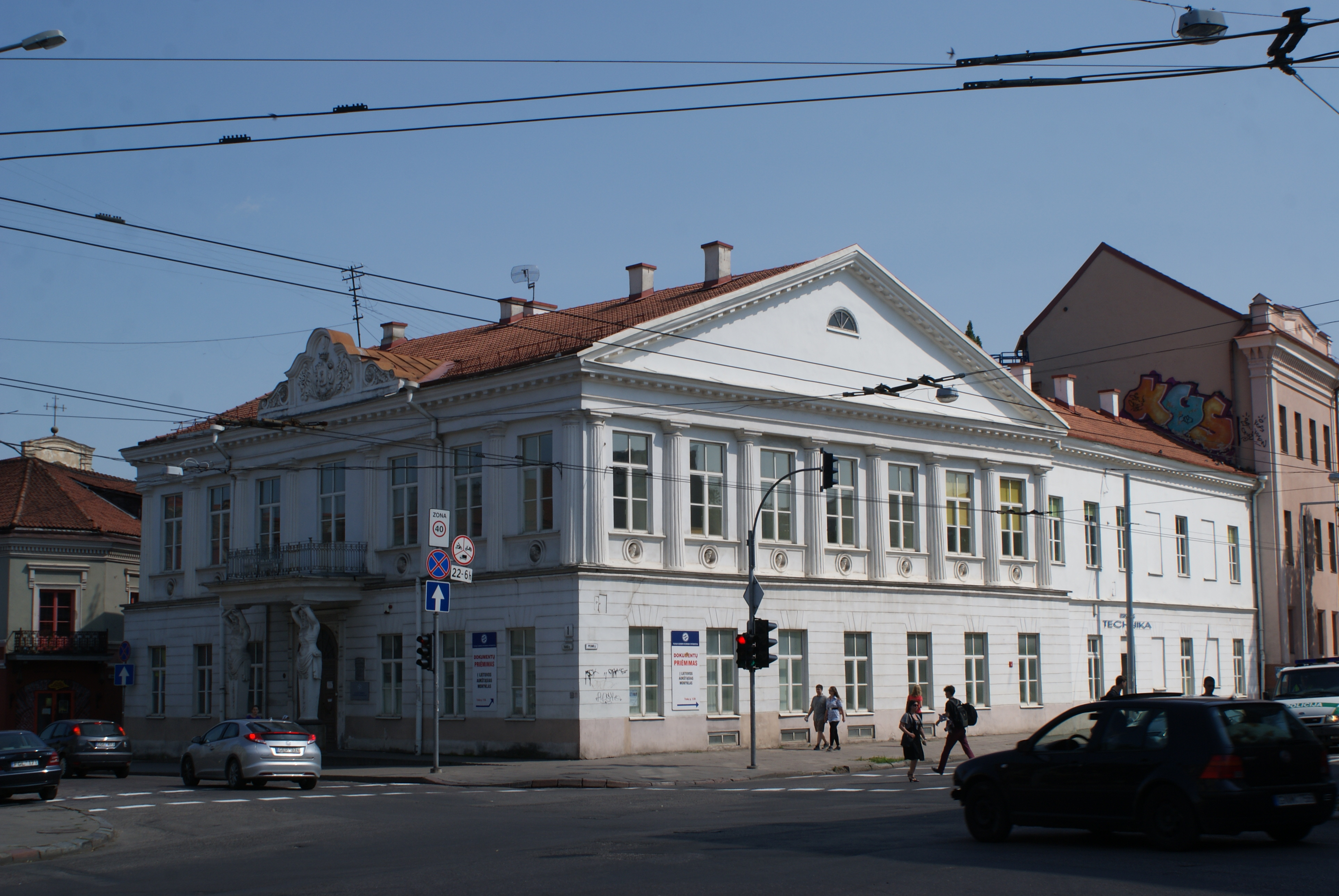
Северный и западный фасады дворца Тышкевичей

Во дворце жили конца Константин Тышкевич, Евстафий Тышкевич, Ежи Тышкевич. До основания виленского Музея древностей Евстафий Тышкевич хранил во дворце часть своих коллекций. Во дворце устраивались концерты и собрания. Здесь проходили тайные собрания участников восстания 1863 года. После его подавления российские власти секвестрировали дворец.
В конце XIX века дворец приобрёл Адольф Вендорф. В 1907—1908 годах в этом здании располагалась редакция белорусской газеты «Наша Ніва». В помещении редакции жил и работал Якуб Колас. 9 ноября 2017 года к 135-летию со дня рождения белорусского поэта на здании со стороны улицы Пилимо была открыта мемориальная доска с надписью на литовском и белорусском языках, гласящей, что в этом здании в 1907 году жил и работал народный поэт Белоруссии Якуб Колас. После Первой мировой войны владельцем дворца был председатель синдиката работников печати Константин Буконский, женатый на дочери Вендорфа. В здании располагалась пекарня Резника и хлебный магазин.
В 1944—1991 годах в этом здании работала Вильнюсская специальная средняя школа подготовки начальствующего состава МВД СССР училище имени Юозаса Барташюнаса. Позднее здесь размещалась Вильнюсская школа полиции (1991—1997), а в цокольном этаже со стороны улицы Пилимо — аптека и кофейня. В настоящее время в здании располагается архитектурный факультет Вильнюсского технического университета Гедиминаса.

## Архитектура

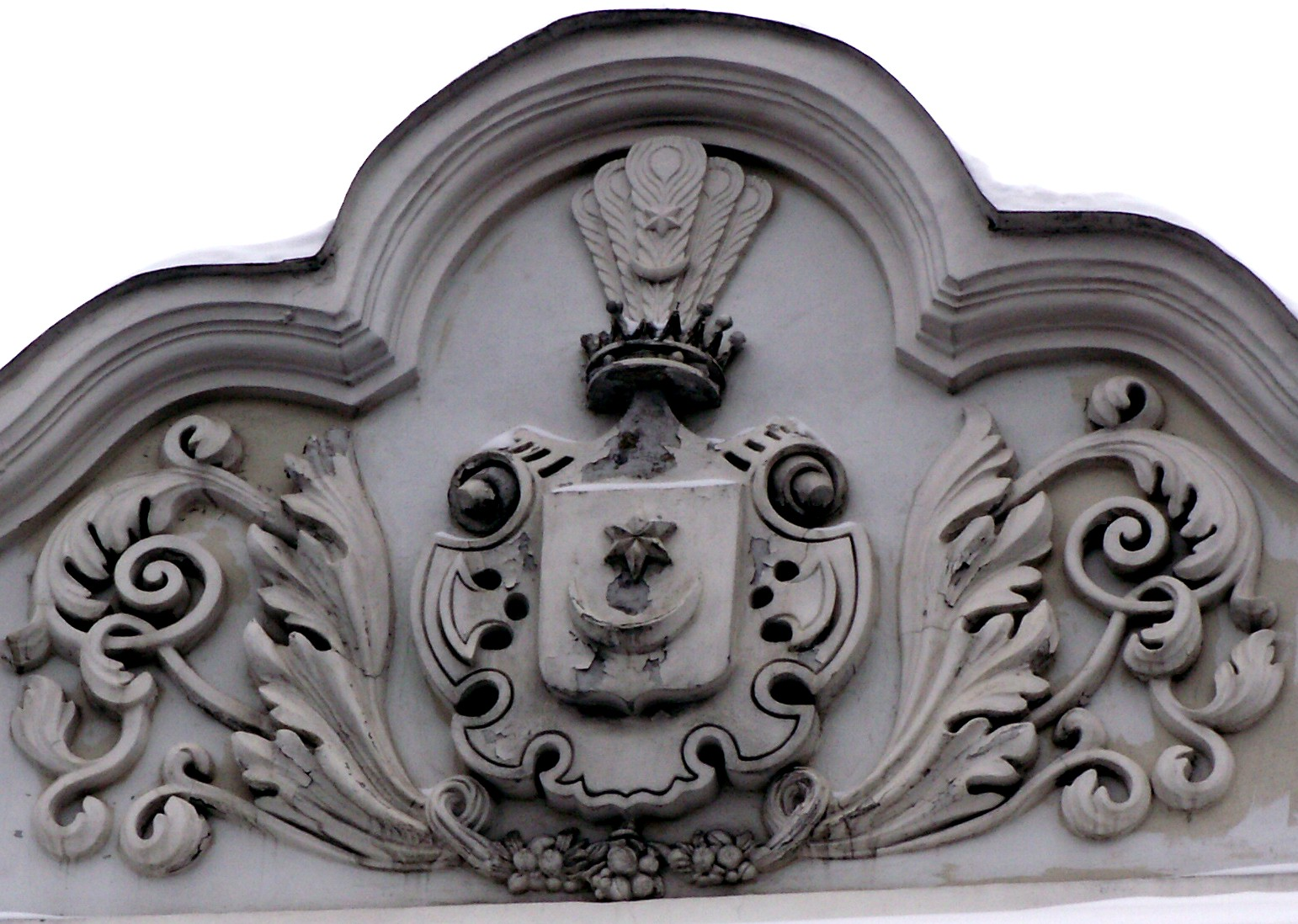
Герб Тышкевичей

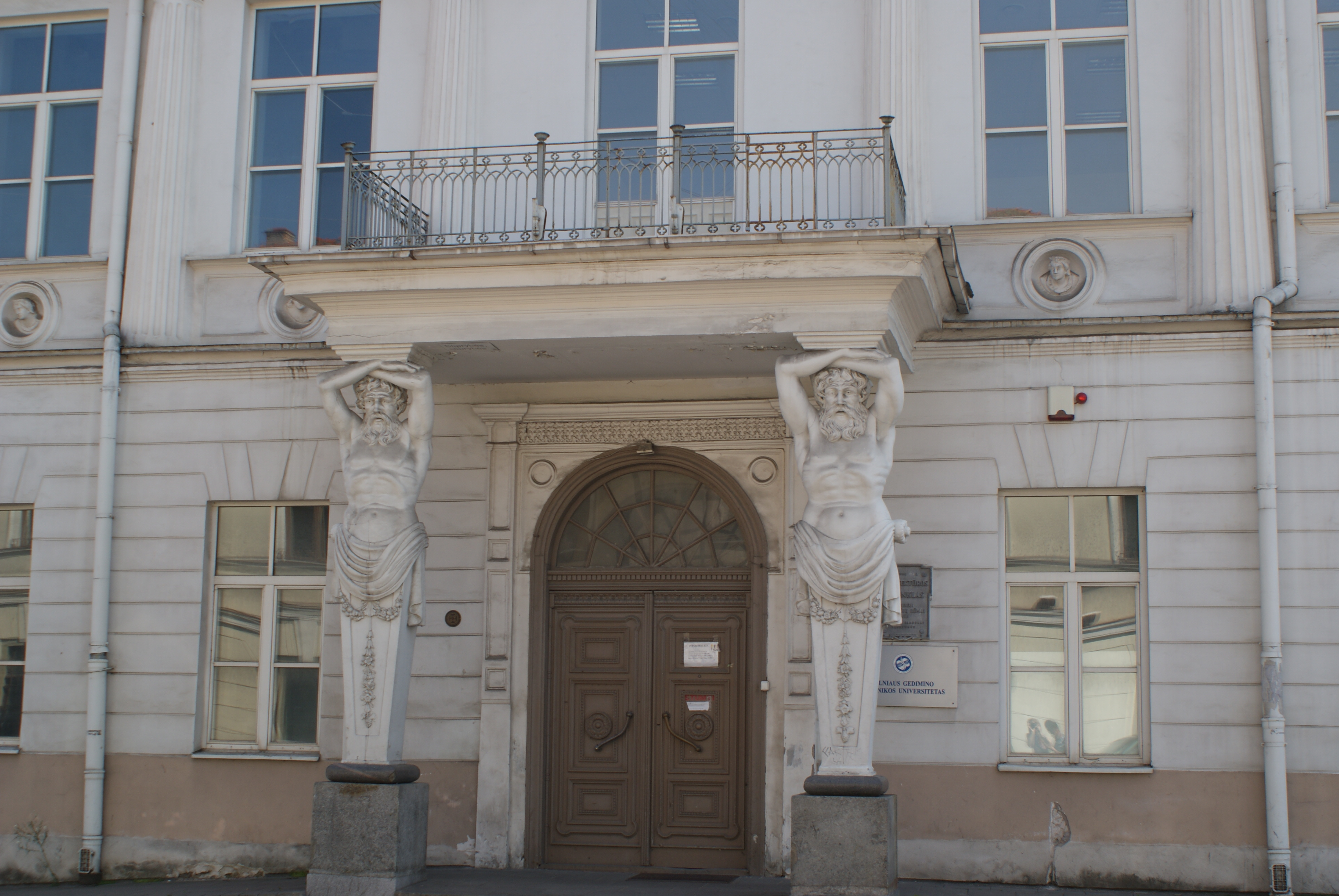
Балкон с атлантами

Двухэтажные корпуса дворца с трёх сторон окружают продолговатый закрытый внутренний двор. С юго-восточной стороны двор закрывают другие здания; в одном из них есть въезд во двор дворца Тышкевичей. Фрагменты готической кладки сохранились в стене восточного корпуса, выходящего на улицу Кедайню.
Стены цокольного этажа отделаны рустом. Плоскости стен второго этажа членятся полуколоннами тосканского ордера с каннелюрами. В овальные ниши под окнами второго этажа вмонтированы горельефные мужские и женские головы.
Главный северный фасад выходит на улицу Траку. Вход акцентирован порталом с полукруглой аркой и балконом над входом; балкон поддерживают атланты. Над карнизом по центру главного фасада, над порталом, возвышается фронтон волнистой линии с гербом Тышкевичей «Лелива».
Крыша крыта черепицей.
В интерьере сохранились элементы декора в стиле классицизма.